# 米利都的拉俄墨東
拉俄墨東（希臘語：Λαoμέδων），前四世紀人物，他出身米利都，是拉瑞卡斯（Larichus）之子，還是亞歷山大大帝麾下的軍官。
亞歷山大少年時就與拉俄墨東建立密切的友誼，並受到高位和信任。在腓力二世時，拉俄墨東和其兄埃瑞吉亞斯（Erigyius）、托勒密、尼阿库斯等人與亞歷山大一起被放逐。當前336年腓力二世逝世後，這些與亞歷山大一同磨難的夥友們都受到重用。拉俄墨東之後還隨亞歷山大遠征亞洲，而因為他本身通曉波斯語，亞歷山大便讓他管理波斯俘虜。
雖然之後的遠征戰事沒提到拉俄墨東的名字，但他的地位仍讓他在巴比倫分封協議獲得敘利亞總督的職位，並在前320年的特里帕拉迪蘇斯分封協議維持原職位。然而，不久他鄰近實力強大的埃及總督托勒密意圖併吞他的領地，托勒密提供一大筆金錢來換取他的行省，但拉俄墨東拒絕這項提議。於是托勒密派遣他的將軍尼卡諾爾率領一支軍隊入侵敘利亞，拉俄墨東無法抵擋敵人入侵，自己還被尼卡諾爾捕獲，被押到埃及。
之後拉俄墨東從埃及逃了出來，並在皮西迪亞加入阿爾塞塔斯陣營，很可能之後安提柯在對抗佩爾狄卡斯餘黨阿爾塞塔斯和阿塔羅斯等人的戰爭中，他也參與其中。前319年，餘黨的勢力遭到消滅，但並沒有提到拉俄墨東的下落。

## 腳註
1. 1 2   阿利安, 亞歷山大遠征記, iii. 6
2. ↑   西西里的狄奧多羅斯, Bibliotheca, xviii. 3; 君士坦丁堡的弗提一世, Bibliotheca, cod. 82, cod. 92; 查士丁, Epitome of Pompeius Trogus, xiii. 4; 昆圖斯·庫爾蒂烏斯·魯夫斯, Historiae Alexandri Magni, x. 10; 阿庇安, The Foreign Wars, "The Syrian Wars", 52
3. ↑   弗提一世, cod. 92; 狄奧多羅斯, xviii. 39, 43; 阿庇安, ibid.

## 外部連結
- Pothos.org, Laomedon, son of Larichus